# Leopold Kurzhammer
Leopold Kurzhammer (* um 1683; † 14. März 1749) war ein Bildhauer und Bildstockmeister. Seine Werke entstanden vor allem im Süden des Hochstifts Würzburg. 

## Leben
Leopold Kurzhammer wurde um 1683 geboren. Georg Menth vermutet, dass die Familie aus Altbayern stammte, weil der Nachname Kurzhammer in Franken nicht verbreitet ist. Eventuell kam Kurzhammer mit dem in Niederbayern geborenen Balthasar Esterbauer ins Hochstift Würzburg. Eventuell war Kurzhammer als Geselle für Esterbauer tätig. Erstmals urkundlich ist Kurzhammer im Jahr 1729 nachweisbar. Er lebte damals in Hopferstadt, zwei Jahre später war Kurzhammer bereits in Ochsenfurt ansässig. Der Künstler kaufte sich am 17. September 1731 „ein Wohnhäuslein“ im Ochsenfurter Boxviertel. Damals war er noch Junggeselle.
Die Steuerveranschlagung in Ochsenfurt lässt auf die wirtschaftliche Situation Kurzhammers schließen: Er war Teil der geringen Handwerkerschaft. Er blieb Zeit seines Lebens Beisasse in der Stadt und erwarb nie das Bürgerrecht in Ochsenfurt. Dies hing wohl mit seiner häufigen Abwesenheit zusammen, da ihn Aufträge an andere Orte führten. Nachweislich vermietete Kurzhammer sein Haus während einer vierteljährlichen Abwesenheit. Mehrere Rechtsstreitigkeiten sind in Ochsenfurt mit seinem Namen verbunden.
Bildwerke sind von Kurzhammer ab 1729/1730 nachweisbar. Er schuf unter anderem die ikonische Schutzengelstatue für die Stadtpfarrkirche in Gaukönigshofen und die Marienstatue auf dem Auber Marktplatz. Die meisten Arbeiten wurden allerdings für Privatpersonen geschaffen. Zumeist handelte es sich um Bildstöcke oder Hausfiguren von Heiligen. Er unterhielt eine Werkstatt in Ochsenfurt, die auch Gesellen aufnahm. Kurzhammer war wohl mit dem Bildhauer Johann Jakob Müller verwandt oder freundschaftlich verbunden, weil er nach dessen Tod 1746 für die Witwe und die Kinder von Müller sorgte. 
Die letzten Arbeiten Kurzhammers sind im Jahr 1748 nachweisbar. Es gelang ihm, den Barockstil hinter sich zu lassen, sodass die letzten überlieferten Arbeiten eher Rokokoformen aufweisen. Der Bildhauer starb am 14. März 1749 mit 66 Jahren und wurde zwei Tage später auf dem Ochsenfurter Friedhof außerhalb der Stadt beerdigt. Es ist deshalb wahrscheinlich, dass Kurzhammer auch in Ochsenfurt seine letzten Stunden verbrachte. Zusammen mit dem Gesellen Ludwig Hermes führte seine Witwe in der Folge die Werkstatt in der Stadt weiter.

## Werke (Auswahl)
- 1729/1730, Gaukönigshofen, Pfarrkirche, Schutzengelstatue
- 1731, Gelchsheim, Bildstock, Dreifaltigkeit u. St. Margareta
- 1732, Aub, Mariensäule
- 1734, Hopferstadt, Aquilinfigur
- 1737, Euerhausen, St. Nikolaus, Hochaltar
- 1737, Gelchsheim, Bildstock, Heilige Familie
- 1738, Gelchsheim, St. Ägidius, Hochaltar
- 1738, Kleinochsenfurt, Triumphkreuz
- 1740, Burgerroth, St. Andreas, Muttergottesstatue
- 1741, Wolkshausen, Kreuzschlepper
- 1744, Euerhausen, St. Nikolaus, Seitenaltäre
- 1744, Baldersheim, St. Georg, Kleines Kruzifix
- 1744, Riedenheim, Bildstock, Dreifaltigkeit
- 1746/1747, Oellingen, Christi-Bruderschaftsbild
- 1748, Eichelsee, Bildstock, Dreifaltigkeit
- 1748, Aub, Anna selbdritt
- 1748, Ochsenfurt, Hausfigur, Hl. Familie
- 1748, Ochsenfurt, Hausfigur, Marienstatue
- 1748, Hopferstadt, Hausfigur, Muttergottes